# 동부 전선 (제1차 세계 대전)
제1차 세계 대전의 동부 전선(Ostfront, Восточный фронт Первой мировой войны)은 유럽 동부에서 일어나 동맹국의 승리로 끝났다.
동부 전선은 제1차 세계대전 때 동맹군의 러시아 방면의 전선이다. 독일은 서부전선에서의 작전지체로 동부로부터 러시아군의 공격을 받자, 힌덴부르크가 이를 타넨베르크에서 격파하였다. 소강상태 후 1915년에는 독일군이 바르샤바를 함락하고 폴란드를 석권하였다. 1916년 재건된 러시아군은 다시 공격, 독일의 병력을 서부전선에서 분산시켜 한때 그 반격을 좌절시켰다.

## 배경

### 독-러 갈등의 심화
19세기 말엽, 독일 제국의 수상 오토 폰 비스마르크는 프랑스의 고립과 유럽의 세력 유지를 위해 3제 동맹을 1873년 체결하였으나, 발칸 문제를 둘러싸고 오스트리아와 러시아의 갈등이 격화됨에 따라 폐기하였다. 이후 1878년 산 스테파노 조약에서 확대된 러시아의 발칸 이권을 재조정한 베를린 회의에서 비스마르크가 러시아의 이권을 크게 약화시키자, 독일-러시아 간 외교 협조는 흔들리기 시작했다. 이에 따라 1879년 독일과 오스트리아는 2국 동맹을 체결하였고, 1882년 프랑스와 러시아의 견제를 위해 이탈리아까지 끌어들여 삼국 동맹을 체결하였다. 그와 동시에 비스마르크는 러시아의 위협을 인식하고 독일-프랑스 간 전쟁이나 러시아-오스트리아 간 전쟁에서 각각 러시아와 독일의 중립을 보장하는 재보장 조약을 체결했다. 그러나 빌헬름 2세가 비스마르크를 해임하고 유럽의 외교 무대에서 공격적인 팽창주의 정책을 펼치며 재보장 조약의 연장을 거부하는 등 반러 정책을 대놓고 펼치기 시작하자, 독일과 러시아 간 관계는 노골적인 적대 관계로 흘러가기 시작하였다.

### 러시아의 삼국협상 조인
1894년 독일 견제의 필요성을 느낀 러시아는 프랑스와 러불 동맹을 맺었고 독일에 위협을 느낀 영국까지 화려한 고립을 중단하고 1904년 영불 협상과 1907년 영러 협상을 맺고 이에 가세했다. 이에 러시아와 프랑스의 관계는 더 깊어졌다. 가령 프랑스는 자국의 상당한 자본을 러시아의 공장과 철도 건설에 투자했고, 러시아는 군함과 야포, 항공기를 비롯한 많은 무기를 프랑스로부터 수입하고, 장군단의 상호 방문과 교류를 통해 연계를 확대해 나갔다.

## 개전
동부 전선의 개전은 곧 1차 세계대전의 개전 과정이었다고 할 수 있다. 최후 통첩, 협상, 동원령 선포 등의 한달간의 복잡한 외교적인 절차들을 거치고, 동부 전선은 불타오르기 시작했다.
1913년 오스트리아가 보스니아를 자국으로 병합한 이후 (범슬라브주의를 주창하며 러시아가 배후에 있던)세르비아와 오스트리아-헝가리 간 갈등은 점차 심각해졌고, 1914년 6월 28일 사라예보에서 오스트리아의 페르디난트 황태자 부부가 피살된 이후 최악으로 치달았다. 세르비아는 오스트리아의 요구를 부분적으로 수용하였지만, 7월 28일 러시아의 경고에도 불구하고 오스트리아군은 베오그라드 포격을 시작으로 세르비아 침공을 개시했다. 이에 세르비아의 후견국이었던 러시아는 29일 부분 동원령을 선포했고 30일 총동원령을 선포했다. 독일은 12시간 내에 동원령을 물리지 않으면 전쟁을 선포할 것이라는 최후 통첩을 보냈다. 러시아는 협상 의사를 타진했으나, 결국 8월 1일 독일은 전쟁을 선포했다.

## 1914년

### 러시아군의 동프로이센 공세와 참패
프랑스-러시아 조약에 따르면, 니콜라이 2세의 러시아군은 동원령을 내린 지 16일 이내에 독일군을 공격하기로 되어 있었다. 그런데 최초의 러시아군 부대가 국경을 넘어 동부 프로이센로 들어온 것은 동원 후 불과 8일 만인 8월 7일이었다. 러시아군은 두 갈래로 공격해 왔다. 파벨 칼로비치 레넨캄프 장군 휘하의 1개 군은 안게라프 강 동쪽으로 프로이센 국경을 넘었고, 알렉산드 바실리예비치 삼소노프 장군 휘하의 러시아군은 훨씬 남쪽에서 월경했다. 러시아군은 철저하게 요새화된 동(東) 프로이센의 수도 쾨니히스베르크 남방에서 거대한 가위처럼 독일군을 협공할 계획이었다.
겁 많은 독일군 사령관 막스 폰 프리트비츠가 자기 하고 싶은 대로 했더라면 러시아군의 이 대담한 계획은 성공을 거두었을지도 모른다. 그는 쾨니히스베르크로 후퇴하거나 비스튤라 강 이동의 모든 영토를 아예 포기할 생각이었다. 그러나 몰트케와 프리트비츠의 유능한 작전 장교 막스 호프만 중령은 견해가 달랐다. 8월 20일 몰트케는 프리트비츠를 해임하고, 벨기에의 요새 공략에서 혁혁한 공을 세운 에리히 루덴도르프 장군을 급파, 동부 전선의 참모장에 임명했다. 그리고 그의 사령관으로 예비역에서 현역으로 복귀한 명성 높은 파울 폰 힌덴부르크 장군이 임명되었다. 두 사람이 새로운 임지에 부임한 것은 8월 23일이었다.
힌덴부르크와 루덴도르프는 보유한 병력 전부를 남쪽에 있는 삼소노프군(軍)의 공격에 집중적으로 투입한다는 호프만의 작전계획을 채택했다. 레넨캄프의 군대가 동북방에서 내려오기 전에 남쪽의 러시아군을 섬멸한다는 계획이었다. 그런데 무슨 까닭인지 남쪽에 있는 독일군이 재편성을 하고 있던 결정적인 3일간 레넨캄프의 군대는 꼼짝 않고 있었다. 나중에 에리히 루덴도프프 장군은 “우리한테 싸움을 걸기만 했더라면 우리는 지고 말았을 것이다.”라고 회상했다.
훈련이나 화력이나 전술 면에서 독일군의 상대가 되지 못한 삼소노프의 러시아 군대는 타넨베르크 근처에서 측면을 포위되어 참패했다. 10만 명 가까운 러시아군이 포로가 되고, 삼소노프는 자결했다.
1주일 뒤 서부 전선으로부터 막 도착한 증원 부대로 보강된 독일군은 레넨캄프를 국경 밖으로 몰아내고 마수리아 호 전투에서 수만 명을 더 포로로 잡았다. 이리하여 9월 중순쯤에는 동부 프로이센에 대한 직접적인 위협은 사라졌다.

### 갈리치아 전역
한편 남쪽에서 러시아군은 갖춘 장비가 그들 자신보다 별반 나을 게 없는 적수를 만났다. 즉, 오스트리아-헝가리 제국의 군대였던 것이다. 참모총장 콘라트 폰 회첸도르프 장군 휘하의 오스트리아-헝가리 제국군은 그 동맹국인 독일이 갖추고 있는 능률적인 철도망과 고도로 훈련된 포병이 없었다. 8월 하순 러시아 국경을 넘은 콘라트군은 전략적으로 중요한 키예프와 바르샤바를 잇는 철도를 향하여 진격하고 있었다. 그러나 러시아군의 예리한 반격에 밀려 남쪽 국경 밖으로 쫓겨난 그들은 갈리치아 깊숙이 들어왔다.
9월과 10월에 독일군과 오스트리아-헝가리군은 협동 작전은 펴 남부 폴란드와 갈리시아에서 광역에 걸친 반격을 시도했다. 그때는 러시아도 이미 동원을 마쳐 총병력 130만에 이르는 7개 군으로 두터운 전선을 형성하고 있었다. 격렬한 전투에도 불구하고 그 방어선은 대체로 유지되었으나 자재 손실, 부족한 실탄의 소모, 그리고 전투 경험이 있는 장교들의 전사(戰死)로 입은 타격은 러시아군이 독일군보다 더 컸다.

## 참고 서적
- 내용은 리더스 다이제스트 사에서 발행한 《20세기 대사건들 - 제1차 세계 대전》 본문을 인용, 참고했다.

## 같이 보기
- 제1차 세계 대전
- 서부 전선 (제1차 세계 대전)